# Pławuszewscy
Pławuszewscy – polski ród szlachecki nieznanego herbu, używający przydomku Pawąk, którego pochodzenie dotychczas nie zostało gruntownie zbadane.
Najwcześniejsza znana wzmianka pochodzi z 1645 r., w którym to wdowa po Wawrzyńcu Pławuszewskim, Elżbieta Braciejowska, razem z synami Janem i Józefem Pławuszewskimi pozwała Jana Wielopolskiego, starostę bieckiego o należną im sumę.
W 1782 r. wylegitymowali się ze szlachectwa przed Trembowelskim Sądem Grodzkim (zabór austriacki) Maciej, Franciszek i Józef Pławuszewscy.
Od XVIII w. do II wojny światowej jedna z linii rodu Pławuszewskich zamieszkiwała w powiecie tłumackim.